# Michael Kühnlein
Michael Kühnlein (* 1967) ist ein deutscher Philosoph und Dozent.

## Leben und Wirken
Kühnlein studierte von 1988 bis 1995 Philosophie und Germanistik. Nach seinem Magister Artium war er von 1995 bis 2000 als wissenschaftlicher Mitarbeiter und Lehrbeauftragter für Philosophie an den Universitäten in Jena und Chemnitz tätig. Im Jahr 2002 erfolgte seine Promotion mit einer Dissertation über die Religionsphilosophie von Charles Taylor an der Goethe-Universität Frankfurt am Main.
Seit 2002 ist Kühnlein  u. a. Referent beim Amt für die Lehrerausbildung in Hessen für das Fach Ethik und hatte Lehraufträge an verschiedenen Universitäten, darunter die Universität Heidelberg (Fachbereich Politische Theorie).  Seit 2009 ist er ständiger Lehrbeauftragter für Philosophie an der Goethe-Universität und ist dort Mitglied des Direktoriums des Instituts für Religionsphilosophische Forschung. Außerdem lehrt er in Frankfurt an der Philosophisch-Theologischen Hochschule Sankt Georgen und unterrichtet Ethik, Philosophie und Deutsch am Heinrich-von-Gagern-Gymnasium.
Derzeit ist er Habilitand an der Hochschule für Philosophie München.
Kühnlein ist Autor und Herausgeber von Publikationen zu Themen insbesondere der Religionsphilosophie und der Politischen Philosophie.

## Veröffentlichungen (Auswahl)

### Als Autor
- Religion als Quelle des Selbst. Zur Vernunft- und Freiheitskritik von Charles Taylor. Mohr Siebeck, Tübingen 2008, ISBN 978-3-16-149689-9.
- Wer hat Angst vor Gott? Über Religion und Politik im postfaktischen Zeitalter. Reclam, Ditzingen 2017, ISBN 978-3-15-019423-2.

### Als Herausgeber
- Kommunitarismus und Religion. Akademie Verlag, Berlin 2010, ISBN 978-3-05-004687-7.
- mit Matthias Lutz-Bachmann: Unerfüllte Moderne? Neue Perspektiven auf das Werk von Charles Taylor. Suhrkamp, Berlin 2011, ISBN 978-3-518-29618-9.
- Das Politische und das Vorpolitische. Über die Wertgrundlagen der Demokratie. Nomos, Baden-Baden 2014, ISBN 978-3-8329-6784-0.
- mit Matthias Lutz-Bachmann: Vermisste Tugend? Zur Philosophie Alasdair MacIntyres. Berlin University Press, 2015, ISBN 978-3-7374-1315-2.
- Exodus, Exilpolitik und Revolution. Zur politischen Theologie Michael Walzers. Mohr Siebeck, Tübingen 2017, ISBN 978-3-16-153862-9.
- Religionsphilosophie und Religionskritik. Ein Handbuch. Suhrkamp, Berlin 2018, ISBN 978-3-518-29740-7.
- Konservativ?! Miniaturen aus Kultur, Politik und Wissenschaft. Duncker & Humblot, Berlin 2019, ISBN 978-3-428-15750-1.
- Charles Taylor: Ein säkulares Zeitalter. (Reihe Klassiker auslegen Bd. 59), De Gruyter, Berlin 2019, ISBN 978-3-11-040939-0.
- Religionsphilosophie nach Hegel. Über Glauben und Wissen nach dem Tod Gottes. Metzler, Stuttgart 2021, ISBN 978-3-476-05751-8.
- Charles Taylor: Was ist Religion? Über die Vieldeutigkeit eines umkämpften Begriffs. Reclam, Ditzingen 2021, ISBN 978-3-15-014155-7.
- Charles Taylor: Menschenrechte, Religion, Gewalt. Reclam. Ditzingen 2021, ISBN 978-3-15-014196-0.